# Чан Сонхо
Чан Сонхо (кор. 장성호, 12 января 1978) — корейский дзюдоист полутяжёлой весовой категории, выступал за сборную Южной Кореи в конце 1990-х и на всём протяжении 2000-х годов. Серебряный призёр летних Олимпийских игр в Афинах, обладатель серебряной и бронзовой медалей чемпионатов мира, чемпион Азиатских игр, двукратный чемпион Азии, чемпион Восточноазиатских игр, чемпион летней Универсиады в Пекине, победитель многих турниров национального и международного значения.

## Биография
Чан Сонхо родился 12 января 1978 года. Впервые заявил о себе в 1996 году, став чемпионом мира среди юниоров.
Первого серьёзного успеха на взрослом международном уровне добился в 1999 году, когда попал в основной состав корейской национальной сборной и побывал на чемпионате Азии в Вэньчжоу, откуда привёз награды золотого и бронзового достоинства, выигранные в полутяжёлой и абсолютной весовых категориях соответственно. Кроме того, в этом сезоне выступил на чемпионате мира в английском Бирмингеме, где стал серебряным призёром — в решающем поединке полутяжёлого веса потерпел поражение от японца Косэя Иноуэ, чемпиона последних Азиатских игр.
Благодаря череде удачных выступлений Чан удостоился права защищать честь страны на летних Олимпийских играх 2000 года в Сиднее — тем не менее, в первом же поединке проиграл малоизвестному алжирцу Сами Белгроуну и лишился всяких шансов на призовые позиции. Год спустя одержал победу на Восточноазиатских играх в Осаке и получил бронзу на мировом первенстве в Мюнхене, где на стадии полуфиналов уступил венгру Анталу Ковачу. Также, будучи студентом, представлял страну на летней Универсиаде в Пекине, взял там серебро в полутяжёлом весе и золото в абсолютной весовой категории. Ещё через год выиграл серебряную медаль на домашних Азиатских играх в Пусане — единственное поражение потерпел здесь в финале от японца Кэйдзи Судзуки.
В 2003 году на домашнем чемпионате Азии в Чеджу Чан удостоился серебряной награды, в финале был побеждён казахом Асхатом Житкеевым. На следующем азиатском первенстве, прошедшем в Алма-Ате, вновь встретился в финале с Житкеевым и снова проиграл ему. Будучи одним из лидеров дзюдоистской команды Южной Кореи, благополучно прошёл квалификацию на Олимпийские игры 2004 года в Афинах — на пути к финалу взял верх над всеми четырьмя соперниками, в том числе победил израильтянина Ариэля Зеэви в четвертьфинале и немца Михаэля Юрака в полуфинале, однако в главном поединке не справился с представителем Белоруссии Игорем Макаровым и вынужден был довольствоваться серебряной олимпийской наградой.
После афинской Олимпиады Чан Сонхо остался в основном составе корейской национальной сборной и продолжил принимать участие в крупнейших международных турнирах. Так, в 2005 году он одержал победу на чемпионате Азии в Ташкенте, где, в частности, в финальном поединке взял реванш у казаха Житкеева. При всём при том, на чемпионате мира в Каире успеха не добился, не добрался до призовых позиций ни в полутяжёлой весовой категории, ни в абсолютной. В следующем сезоне завоевал золотую медаль на Азиатских играх в Дохе, победив в финале будущего олимпийского чемпиона из Японии Сатоси Исии, который за всю предыдущую карьеру потерпел лишь три поражения, а в будущем — вообще никому не проигрывал.
В 2008 году Чан получил серебряную медаль на чемпионате Азии в Чеджу, в финале проиграл своему давнему сопернику из Казахстана Асхату Житкееву. Позже отправился представлять страну на Олимпийских играх в Пекине, причём на церемонии открытия нёс знамя Южной Кореи. Пытался повторить здесь успех четырёхлетней давности, первые два поединка выиграл, однако в третьем четвертьфинальном проиграл монголу Найдангийну Тувшинбаяру. В утешительных встречах за третье место прошёл первого оппонента, но затем потерпел поражение от грузина Левана Жоржолиани и остался таким образом без медали. Вскоре по окончании этих соревнований принял решение завершить карьеру профессионального спортсмена, уступив место в сборной молодым корейским дзюдоистам.